# Las Valeras
Las Valeras ist ein Ort und eine zentralspanische Gemeinde (municipio) mit 1.564 Einwohnern (Stand: 2024) im Norden der Provinz Cuenca in der Autonomen Region Kastilien-La Mancha. Die Gemeinde besteht aus den Ortschaften Valeria und Valera de Abajo, die 1971 zu der heutigen Gemeinde zusammengeschlossen wurden.

## Lage und Klima
Las Valeras liegt auf der Westseite des Iberischen Gebirges in einer Höhe von ca. 875 m. Die Provinzhauptstadt Cuenca befindet sich gut 28 km (Fahrtstrecke) nördlich. Das Klima im Winter ist gemäßigt, im Sommer dagegen warm bis heiß.

## Bevölkerungsentwicklung
| Jahr      | 1981 | 1991 | 2001 | 2011 | 2021 |
| Einwohner | 1444 | 1428 | 1363 | 1767 | 1479 |

## Sehenswürdigkeiten
- Marienkirche (Iglesia de Nuestra Señora de la Sey) in Valeria
- Ruine der Katharinenkapelle (Ermita de Santa Catalina) in Valeria
- Reste einer römischen Siedlung

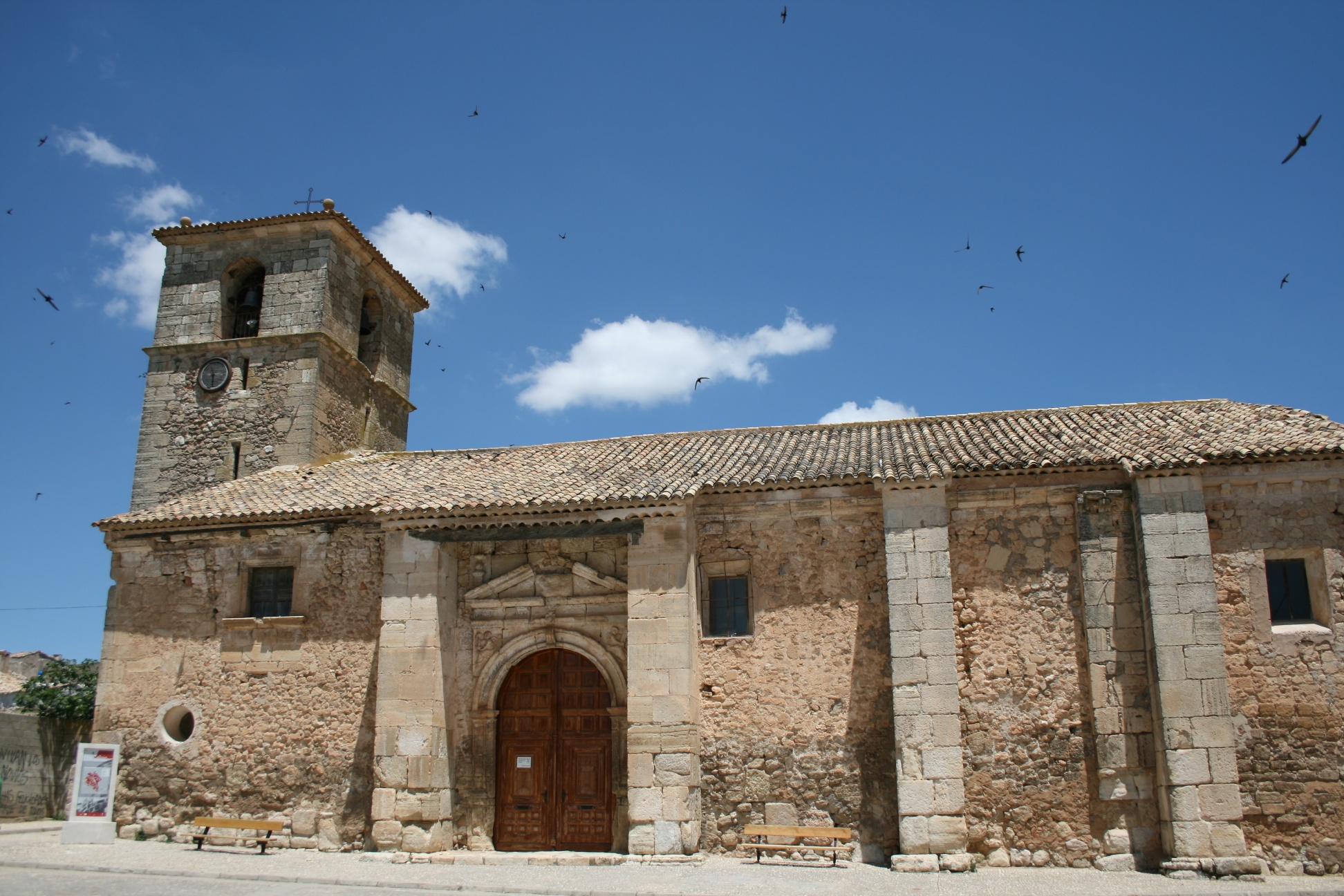
Marienkirche in Valeria
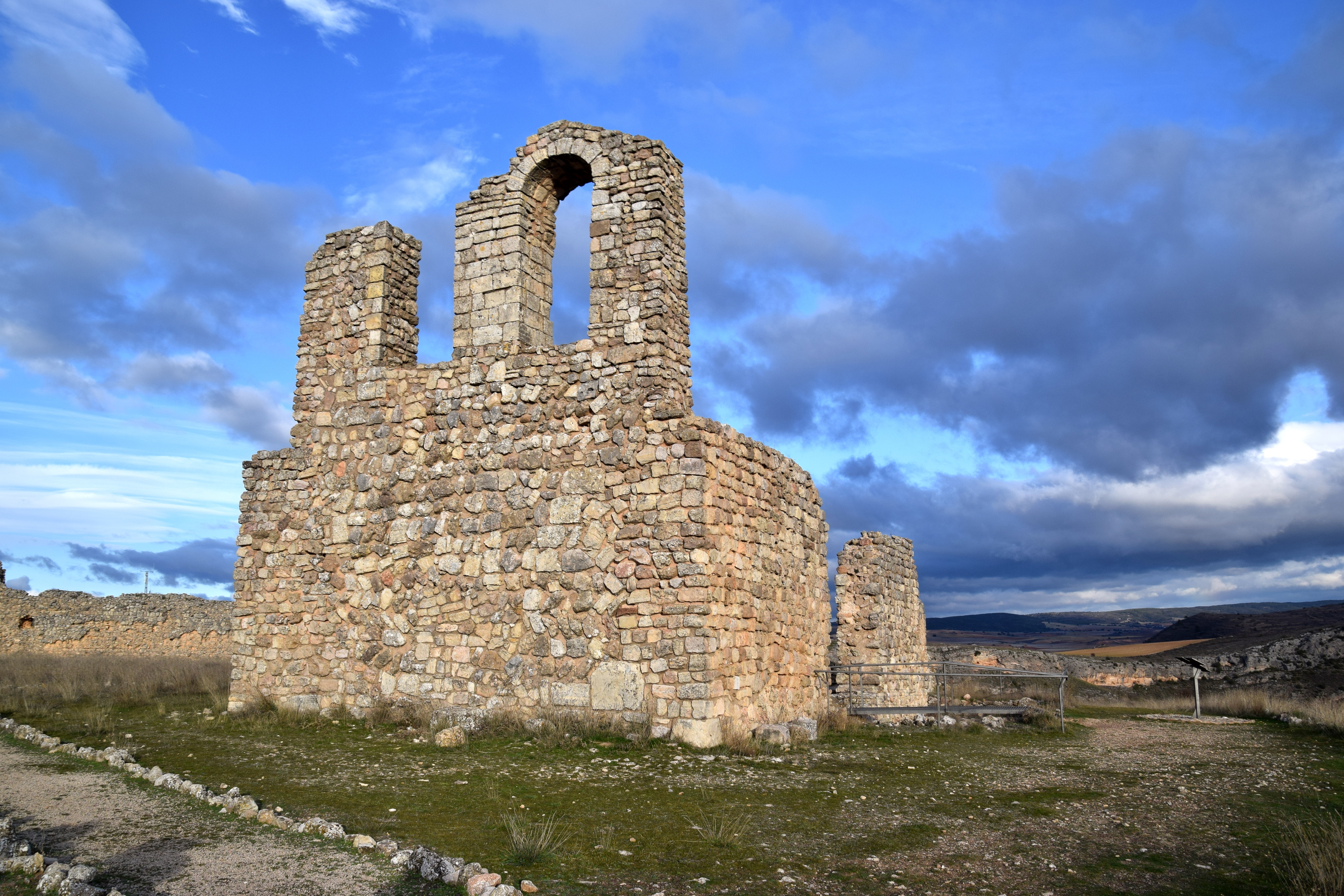
Katharinenkapelle
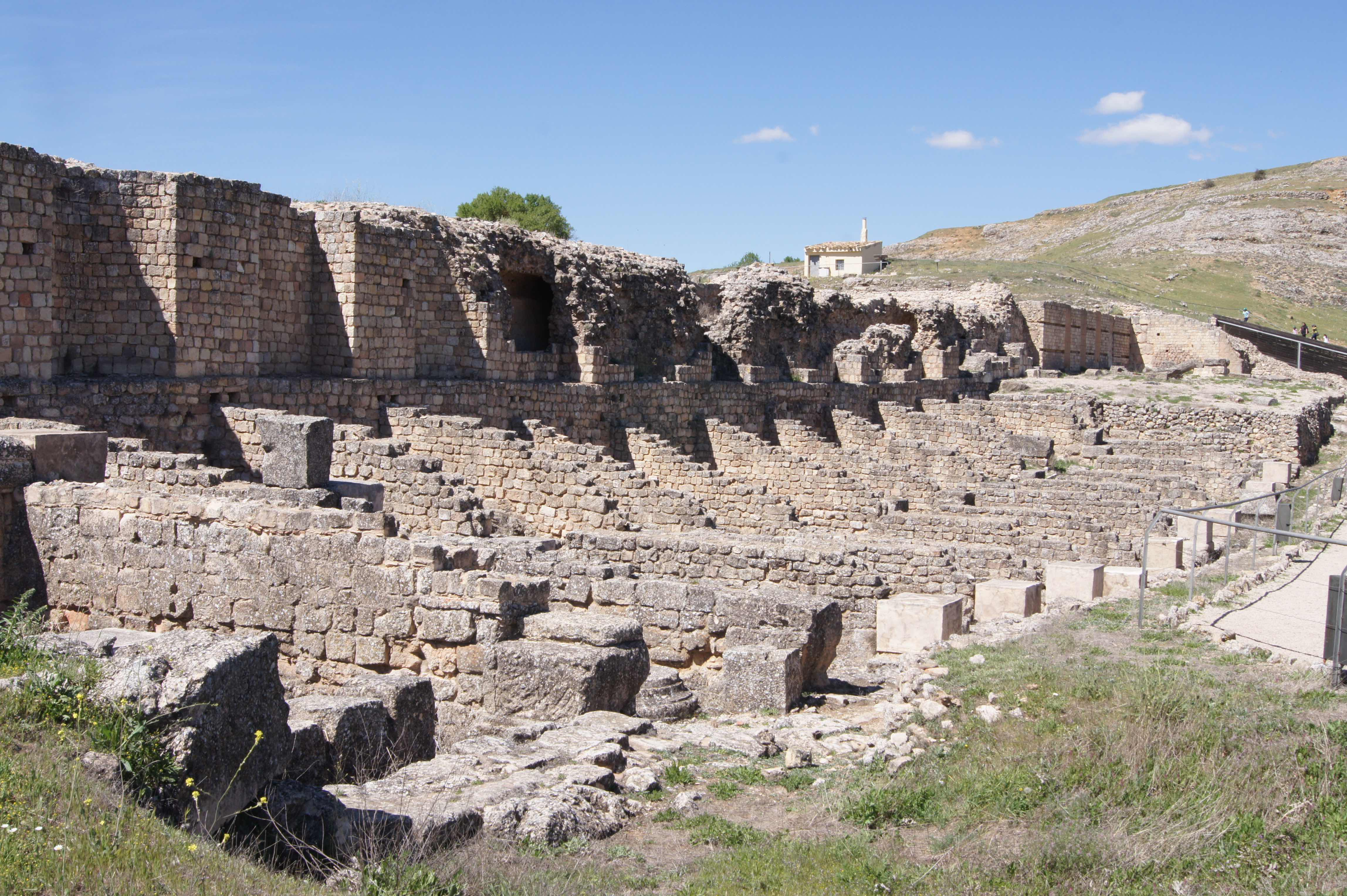
Nympheum in der römischen Siedlung